# マヤ・ホーク
マヤ・レイ・サーマン・ホーク（Maya Ray Thurman Hawke、1998年7月8日 - ）は、アメリカ合衆国出身の女優、モデル。

## 幼少期と教育
1998年7月8日、ニューヨークで生まれた。アメリカの俳優であるユマ・サーマンとイーサン・ホークの子供のうちの一人で、長女。 彼女の両親は、1997年の映画『ガタカ』で共演し、1998年5月に結婚したが、2005年に離婚した。マヤの弟は、2002年に生まれた。彼女には、父とその2番目の妻であるRyan Shawhughesとの間に生まれた2人の姉妹（2008年と2011年生まれ）もいる。一方で、母親と投資家のArpad Bussonとの間に生まれた妹（2012年生まれ）もいる。 
父親側から見ると、マヤは劇作家であるテネシー・ウィリアムズの遠い孫にあたる。
母親の側からすると、彼女は仏教学者のRobert AF ThurmanとモデルのNena von Schlebrüggeの孫娘にあたる。Schlebrüggeは以前、ティモシー・リアリー博士と結婚していた。彼女の母であるビルギット・ホルムクイストは、現在、スウェーデンのスミーゲフークにある芸術家のアクセル・エベによる銅像『Famntaget』のためにポーズをとり、そのモデルにもなっている。 
マヤは、ディスレクシアを抱えている。そのため、ニューヨークのブルックリンにある私立学校のSaint Ann's Schoolに入学するまでは、初等教育において頻繁に転校を繰り返した。ちなみに、セント・アンズスクールは、芸術的な創造性を重視し、成績をつけていない。結果として、その芸術環境が、彼女を演技の世界へと導いた。また、マヤは、ロンドンの王立演劇芸術アカデミーとニューヨークの有名なステラ・アドラー・コンサバトリーで夏季研修に参加した。彼女は芸能学校であるジュリアード音楽院に通っていたが、『若草物語』に出演するために、1年間で中退せざるを得なかった。

## 経歴

### モデル業
母親や祖母と同じように、マヤはヴォーグのモデルから、そのキャリアをスタートさせた 。また、イギリスのファッション小売店AllSaintsの2016/2017コレクションの顔にも選ばれている。 2017年には、ソフィア・コッポラが監督するカルバン・クラインの下着のCMキャンペーンに出演した。 

### 女優業
ソフィア・コッポラは、マヤをユニバーサル・スタジオが企画する実写版『人魚姫』の主役に選んだ。 しかし、プロデューサーたちは、より有名なクロエ・グレース・モレッツを推した。 この対立や他の対立もあって、最終的にコッポラはこのプロジェクトから離脱した。しかし、結局クロエも同様に離脱することになった。 
2017年、マヤはBBCのミニテレビシリーズ『若草物語』にジョー・マーチ役でスクリーンデビューした 。彼女は、 Netflixの『ストレンジャー・シングス 未知の世界』第3シーズンにロビン役で出演した。ロビンは、ホーキンスの秘密の1つに出会うまで自らの仕事に飽きている「どこか変わった女の子」と言われているまた、マヤはクエンティン・タランティーノ監督による『ワンス・アポン・ア・タイム・イン・ハリウッド』にも出演。 。
2018年10月、ホークがジア・コッポラの2作目の映画『メインストリーム』に出演することが発表された。2021年7月に公開されたNetflixのホラー映画『フィアー・ストリート Part 1: 1994』にヘザー役で出演している。

### 歌手業
2019年、ノラ・ジョーンズ「Don’t Know Why」の作者としても著名なジェシー・ハリス（父イーサンとの親交もある）のプロデュースにより、シングル「To Love a  Boy」で歌手デビュー。11月に来日公演を行う。 「でも、私にとって音楽は、アート・プロジェクトみたいな感じで、シンガーソングライターとして堂々とデビューしようというものではないの。音楽と詩が好きで、曲作りは、そのふたつを実現する素晴らしい方法だと思ったからやってみてる。私にとっては実験的なことかな」と語る。2020年デビューアルバム「Blush」発売。

## フィルモグラフィー

### 映画
| 公開年 | 邦題 原題                                                                  | 役割                       | 備考          | 吹替           |
| ------ | -------------------------------------------------------------------------- | -------------------------- | ------------- | -------------- |
| 2018   | レディワールド Ladyworld                                                   | ロミー                     | [ 29 ] [ 30 ] |                |
| 2019   | ワンス・アポン・ア・タイム・イン・ハリウッド Once Upon a Time in Hollywood | フラワーチャイルド         | [ 21 ]        |                |
| 2019   | ヒューマン・キャピタル human capital                                       | シャノン・ハーゲル         | [ 31 ]        | （吹替版なし） |
| 2020   | メインストリーム Mainstream                                                | フランキー                 | [ 32 ]        | （吹替版なし） |
| 2021   | Italian Studies                                                            | エリン                     | [ 33 ] [ 34 ] | N/A            |
| 2021   | フィアー・ストリート Part 1: 1994 Fear Street Part One: 1994               | ヘザー                     | [ 24 ]        |                |
| 2022   | リベンジ・スワップ Do Revenge                                              | エレノア                   | [ 35 ]        | 清水理沙       |
| 2023   | アステロイド・シティ Asteroid City                                         | ジューン・ダグラス         |               | 清水理沙       |
| 2023   | マエストロ: その音楽と愛と Maestro                                         | ジェイミー・バーンスタイン |               | 清水理沙       |
| 2023   | ザ・キル・ルーム The Kill Room                                             | グレース                   |               | 南澤まお       |
| 2024   | インサイド・ヘッド2 Inside Out 2                                           | シンパイ                   | 声の出演      | 多部未華子     |
| 2026   | the hunger games: sunrise on the reaping                                   | ワイレス                   |               |                |

### テレビドラマ
| 公開年    | 邦題 原題                                                                               | 役割             | 備考                         | 吹き替え       |
| --------- | --------------------------------------------------------------------------------------- | ---------------- | ---------------------------- | -------------- |
| 2017      | 若草物語 Little Women                                                                   | ジョー・マーチ   | ミニシリーズ                 |                |
| 2019-     | ストレンジャー・シングス 未知の世界 Stranger Things                                     | ロビン           | メインキャスト（シーズン3-） | 清水理沙       |
| 2020      | The Good Lord Bird                                                                      | アニー・ブラウン | ミニシリーズ                 | N/A            |
| 2022      | THE LAST MOVIE STARS -ポールとジョアン 名優夫婦の映画のような人生- The Last Movie Stars | 本人             | テレビドキュメンタリー       | （吹替版なし） |
| 2023-2025 | ムーンガール&デビル・ダイナソー Moon Girl and Devil Dinosaur                            | アビス           | 声の出演                     | TBA            |

## 賞とノミネート
| 年   | 賞                              | 部門                                                     | 作品                                                | 結果       | Ref.   |
| ---- | ------------------------------- | -------------------------------------------------------- | --------------------------------------------------- | ---------- | ------ |
| 2019 | 45th Saturn Awards              | Best Supporting Actress in Streaming Presentation        | ストレンジャー・シングス 未知の世界 Stranger Things | 受賞       | [ 38 ] |
| 2020 | 26th Screen Actors Guild Awards | Outstanding Performance by an Ensemble in a Drama Series | ストレンジャー・シングス 未知の世界 Stranger Things | ノミネート | [ 39 ] |